# Riama stellae
Espèce
Statut de conservation UICN

 DD  : Données insuffisantes
Riama stellae est une espèce de sauriens de la famille des Gymnophthalmidae.

## Répartition et habitat
Cette espèce est endémique du département de Nariño en Colombie. Elle vit dans la forêt subtropicale humide de pré-montagne.

## Étymologie
Cette espèce est nommée en référence à Stella Pacheco, la mère du descripteur.

## Publication originale
- Sánchez-Pacheco, 2010 : A New Microteiid Lizard (Squamata: Gymnophthalmidae: Riama) from Southwestern Colombia. Herpetologica, vol. 66, no 3, p. 349-356.